# Mina Urgan
Mina Urgan Irgat (Estambul, 14 de mayo de 1916 - 15 de junio de 2000) fue una escritora, académica, traductora, feminista y política socialista turca.

## Biografía
Hija del poeta Tahsin Nahit y Şefika, nació y se crio en Estambul el 14 de mayo de 1916, aunque otras fuentes datan su nacimiento el 1 de mayo de 1915. Tras la muerte de su padre cuando ella tenía tres años, su madre contrajo segundas nupcias con Falih Rıfkı Atay, un reconocido periodista y escritor. Cuando se promulgó la Ley de Apellidos en Turquía en 1934, el amigo cercano de su padrastro, el reconocido autor Necip Fazıl Kısakürek, le sugirió el apellido «Urgan», señalando de manera irónica que «coincidiría con ella porque una mujer de mente socialista sería ahorcada algún día de todos modos».
Fue educada en el Lycée Notre Dame de Sion de Estambul y terminó la secundaria en el colegio femenino Arnavutköy. Se graduó de Filología Francesa en la Universidad de Estambul para luego proseguir estudios de doctorado en literatura inglesa y un posdoctorado en la misma Escuela de Filología Inglesa de tal universidad. En 1949, se convirtió en profesora asociada con su tesis Arlequines en la era del teatro de Isabel I de Inglaterra. Fue nombrada profesora en la misma facultad en 1960. Se retiró en 1977.
Se casó con el poeta y actor Cahit Irgat (1916-1971), divorciándose más tarde; con él tuvo dos hijos: el poete y pintor Mustafa Irgat (1950-1995) y la actriz Zeynep Irgat. Murió a la edad de 84 años en Estambul el 15 de junio de 2000. Fue sepultada en el Cementerio Aşiyan Asri después de una ceremonia conmemorativa en la sede de la ÖDP en Estambul, una marcha por toda la avenida İstiklal y una ceremonia en la mezquita de Teşvikiye a la que asistieron reconocidos escritores y artistas.

### Carrera literaria
Tradujo al turco obras de Thomas Malory (c. 1415–18 – 1471), Henry Fielding (1707–1754), Honoré de Balzac (1799–1850), Aldous Huxley (1894–1963), Graham Greene (1904–1991), William Golding (1911–1993), John Galsworthy (1867–1933) y Shakespeare (1564–1616). Urgan ganó fama con su autobiografía Bir Dinazorun Anıları (en español Memorias de un dinosaurio) que tras ser publicado en 1998, permaneció varias semanas en la lista superventas. Tras este éxito, ella escribió otra autobiografía Bir Dinazorun Gezileri (en español: Viajes de un dinosaurio) que se publicó en 1999.
Fue honrada con el Golden Book Award en 1993. Por su trabajo de Virginia Woolf, recibió el Premio de Literatura Sedat Simavi en 1995, y el Premio honorario de la Asociación de Letrados en 1996.

### Carrera política
Urgan ingresó a la política en 1960. Fue parte de los miembros fundadores del Partido de los Trabajadores de Turquía (TİP) y del Partido de la Libertad y la Solidaridad (ÖDP). En las elecciones generales de 1999, corrió por un escaño en el parlamento representando a la ÖDP; sin embargo, no alcanzó su objetivo porque su partido no superó el umbral del 10 por ciento para alcanzar representación parlamentaria.

## Obras

### Traducciones
1. Herman Melville: Moby Dick
2. Thomas More: Utopia (co-traducido con Vedat Günyol, Sabahattin Eyuboğlu)
3. Thomas Malory: Arthur'un Ölümü (La muerte de Arturo)
4. Henry Fielding: Tom Jones
5. Graham Greene: Meselenin Kalbi (The Heart of the Matter)
6. Aldous Huxley: Ses Sese Karşı (Contrapunto)
7. William Golding: Sineklerin Tanrısı (''El señor de las moscas)
8. Clive Bell: Uygarlık (Civilization) (co-traducida con Melih Cevdet Anday y Vedat Günyol)

### Libros
- Shakespeare ve Hamlet (1984).
- Edebiyatta Ütopya Kavramı ve Thomas More (1984).
- İngiliz Edebiyatı Tarihi, 5 volúmenes (1986-1993).
- Virginia Woolf (1995).
- D.H. Lawrence (1997).
- Bir Dinozorun Anıları (1998).
- Bir Dinozorun Gezileri (1999) (ISBN 975-363-832-9).